# Kongressdenkmal

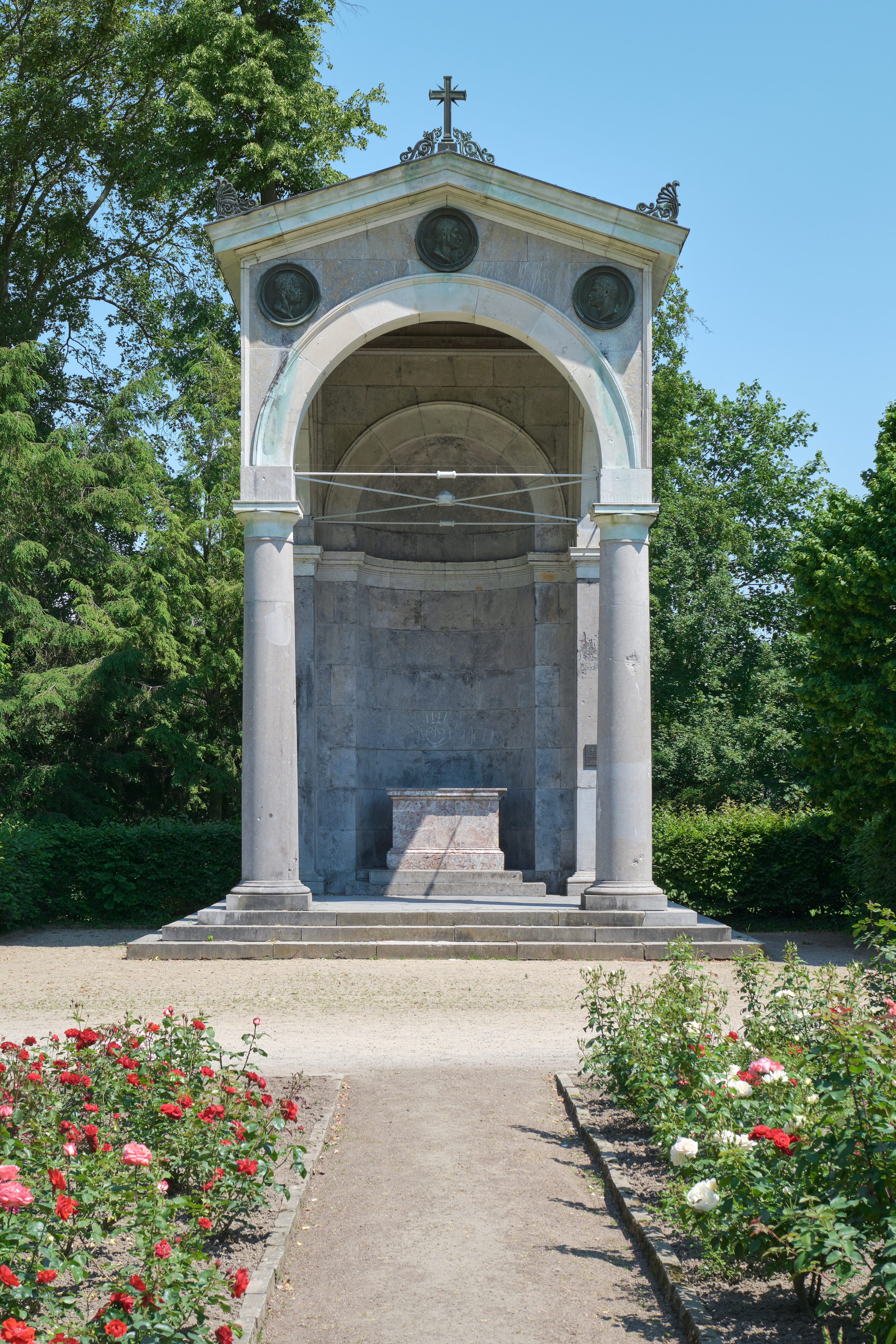
Kongressdenkmal

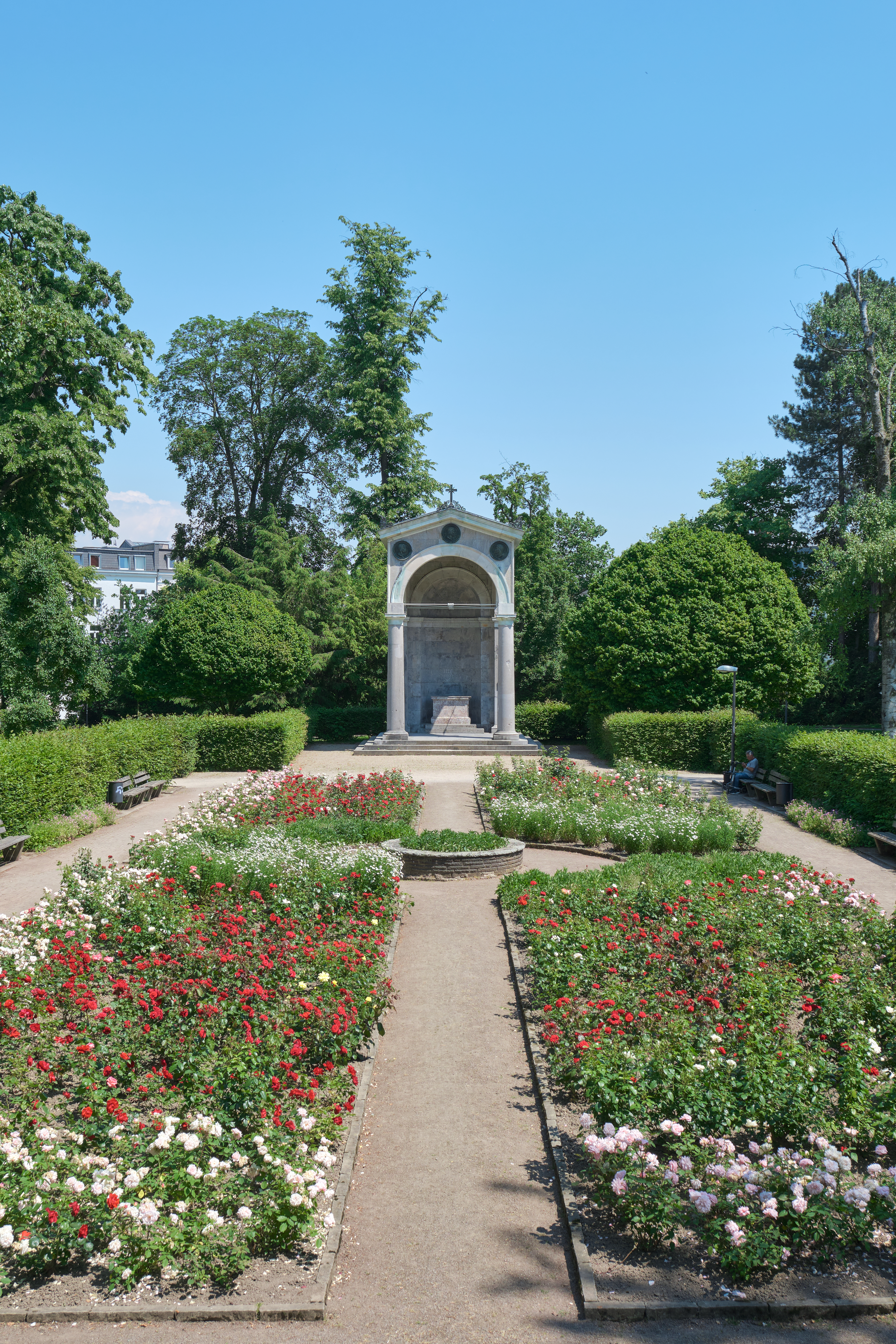
Rosengarten des Stadtgartens

Das Kongressdenkmal ist ein an den Monarchenkongress 1818 in Aachen erinnerndes Baudenkmal, das in den Jahren 1836 bis 1844 nach Entwürfen des Landesbauinspektors Johann Peter Cremer von 1822 bzw. Karl Friedrich Schinkels und Cremers von 1837 an historischer Stelle am Adalbertsteinweg errichtet, 1914 demontiert und 1928 in den Stadtgarten Aachen versetzt wurde.

## Historie
Auslöser für den Bau des Denkmals war ein Treffen von König Friedrich Wilhelm III. von Preußen, Zar Alexander von Russland und Kaiser Franz I. von Österreich anlässlich des fünften Jahrestages der Völkerschlacht bei Leipzig am 18. Oktober 1818 während des Aachener Kongresses „vor dem Adalbertstor“, bei dem sie mit einem Militärgottesdienst des Ereignisses gedachten und anschließend ihr Leipziger Gelöbnis erneuerten, „zum Heil der Völker, zur Herstellung des Rechts und der Wahrheit“ zu wirken.
Davon beeindruckt entschloss man sich in Aachen, am Ort ein Denkmal zu errichten. 1822 legte Cremer einen Entwurf hierzu vor, der beim Besuch des Rheinlandes durch Kronprinz Friedrich Wilhelm, den späteren König Friedrich Wilhelm IV., wieder aufgegriffen wurde, indem dieser während seines Aufenthaltes in Aachen am 5. Oktober 1836 den Grundstein zu dem Denkmal legte. Die Arbeiten gerieten jedoch ins Stocken, bis im Folgejahr eine Aachener Delegation, die zum Zwecke der Förderung des Eisenbahnbaus in Berlin weilte, den Kronprinzen auf das Denkmal ansprach. Der Kronprinz veranlasste Schinkel, eine Skizze zu erarbeiten. Da dies „gewissermaßen eine religiöse Handlung zu verewigen bestimmt sei“, erwog Schinkel die „Form eines Tempels oder einer Kapelle“. Cremer setzte das in einem Entwurf um, der eine Kostenschätzung von 11.600 Talern beinhaltete. Im Jahr 1839 wurde der Aachener Stadtbaumeister Friedrich Joseph Ark mit der Weiterführung beauftragt, der schließlich in den Jahren 1841 bis 1844 das Denkmal am historischen Gelöbnisort von dem Aachener Bauunternehmer Andreas Hansen aus Carrara-Marmor errichten ließ. Die Marmorarbeiten übernahm der Lütticher Meister Ballat. Die Bronzen im First des Denkmals mit den Darstellungen der Köpfe der Monarchen schuf der Bildhauer Friedrich Porcher nach einem Entwurf des Lehrers Nikolaus Salm. Am 15. Oktober 1844 wurde das Denkmal eingeweiht.
Zwischen dem 27. Juli und dem 28. August 1914 wurde das Denkmal demontiert, um Platz für die erste Erweiterung des benachbarten Gerichtsgebäudes zum Adalbertsteinweg hin zu schaffen. Es wurde zunächst in der nördlichen Hofhälfte des alten Gerichtsgebäudes eingelagert und sollte dem ursprünglichen Plan gemäß später im Hof des neuen Justizgebäudes wiedererrichtet werden. Dieses Vorhaben wurde jedoch zu Gunsten einer Wiedererrichtung im Stadtgarten verworfen, um so das Denkmal für die Öffentlichkeit besser zugänglich zu machen.
Im Zuge des Wiederaufbaus im Rosengarten des Stadtgartens im Jahr 1928, welcher unter der Leitung des Aachener Regierungsbaumeisters Karl Josef Frank durch den Aachener Steinmetz August Laschet erfolgte, wurden einzelne schadhafte Teile ersetzt, darunter das frühere Marmorpodest durch eines aus Blaustein. Auch wurden die beschädigten Säulen um 80 cm gekürzt und mit neuen Trommeln aufgestockt. Der Wiederaufbau wurde am 15. Juni 1928 abgeschlossen.
Heutzutage sind noch kriegsbedingte Schäden an den vorderen Säulen zu erkennen, die von den Kämpfen um Aachen zeugen.

## Nachwirkung
Das Kongressdenkmal gehört zu den Baudenkmälern der Stadt Aachen.
In Erinnerung an den Kongress sind in Aachen ferner die Kongressstraße nahe dem alten Platz des Kongressdenkmals, die Alexanderstraße an der Hotmannspief, in deren Haus 36, dem Hotel Zur Kaiserlichen Krone, seinerzeit Zar Alexander logierte, der Friedrich-Wilhelm-Platz am Elisenbrunnen, dessen Haus Nr. 7 Friedrich Wilhelm zur Verfügung stand, und die zum Marschiertor führende Franzstraße benannt, in deren Haus Nr. 3 Kaiser Franz weilte.